# Pièce florale
 (décembre 2017).
Si vous disposez d'ouvrages ou d'articles de référence ou si vous connaissez des sites web de qualité traitant du thème abordé ici, merci de compléter l'article en donnant les références utiles à sa vérifiabilité et en les liant à la section « Notes et références ».

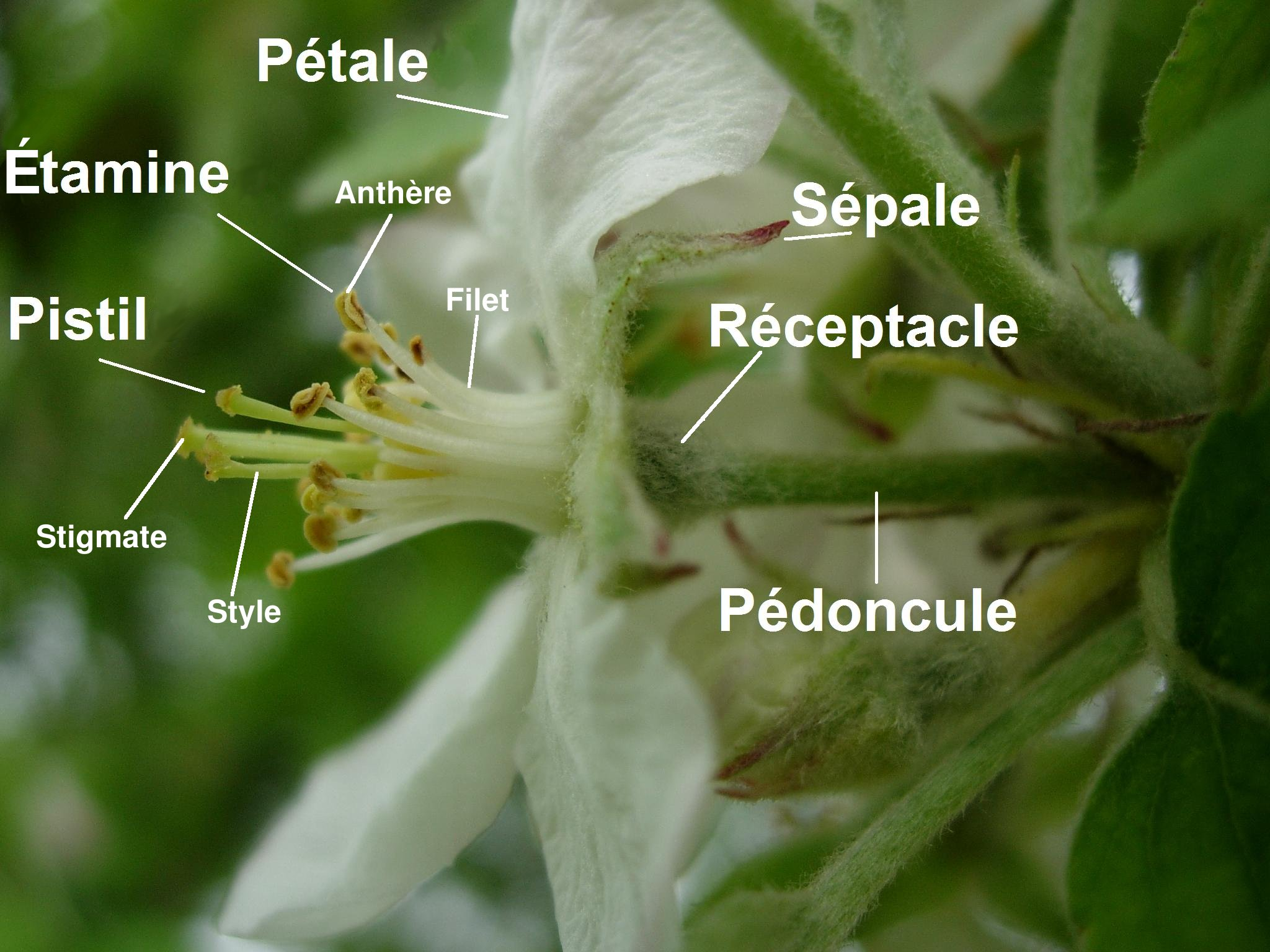
Les pièces florales d'une fleur de Pommier

Les pièces florales sont les différentes parties de la fleur, organe de reproduction sexuée des Angiospermes. 
Les principales pièces florales sont : 
- les sépales (l'ensemble constitue le calice) ;
- les pétales (l'ensemble constitue la corolle) ;
- les étamines (l'ensemble constitue l'androcée) ;
- les carpelles (l'ensemble constitue le gynécée) ;
- le pédoncule floral ;
- les bractées.

## Les différentes pièces florales

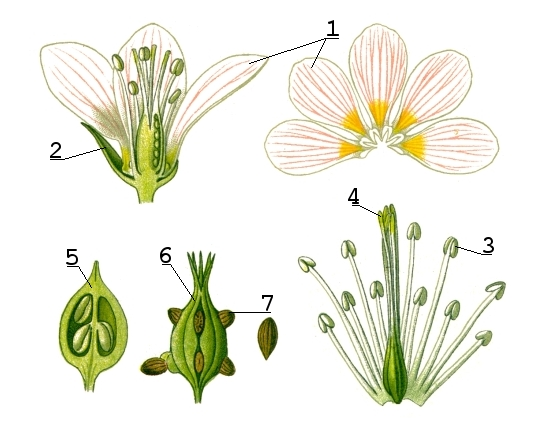
Morphologie de la fleur dOxalis acetosella. 1: pétale, 2: sépale, 3: anthère, 4: stigmate, 5: ovaire, 6: fruit, 7: graine.

Les différentes pièces florales

On trouve deux types de pièces florales : les pièces stériles et les pièces fertiles.
- Les pièces stériles comprennent le pédoncule, la bractée (ou les bractées) et le périanthe. Le périanthe (du grec : peri = autour et anthos = fleur) est constitué des sépales et des pétales.

Le pédoncule définit l'axe de la fleur. 
L’ensemble des sépales constitue le calice souvent vert. Ils sont les pièces les plus externes et protègent les fleurs en bouton. 
Les pétales forment la corolle très souvent colorée.
Il est à remarquer que si les sépales et les pétales sont identiques, on les appelle alors tépales ; la tulipe en est un exemple.
Si les pétales (respectivement les sépales) sont libres entre eux, on parle de dialypétalie (exemple : la fleur de Piment) (respectivement dialysépalie) et s’ils sont soudés, il y a gamopétalie (exemple : la Campanule) (respectivement gamosépalie). 
Dans le cas particulier des Poacées (autrefois appelées Graminées) et des Cypéracées, les bractées sont réduites et non colorées et on parle de glumes et de glumelles. 
- Les pièces fertiles sont regroupées en androcée (du grec : andros = homme, oïkia = maison) pour l'ensemble des pièces mâles c’est-à-dire les étamines et en gynécée (gunê = femme) pour l'ensemble des pièces femelles que sont les carpelles.

## Pièces florales et morphologie de la fleur
Les pièces florales s’organisent plus ou moins régulièrement autour d’un axe floral. Il existe deux types de symétries florales : 
- les fleurs actinomorphes (aktinos = rayon) ou régulières ont un centre de symétrie, tel le bouton d’or,
- les fleurs zygomorphes (zygos = couple) ou irrégulières ont une symétrie bilatérale, telle la sauge.

Remarque : chez certaines astéracées (autrefois appelées composées) dites radiées telles que la marguerite ou le tournesol, les fleurs du centre sont actinomorphes tandis que les fleurs en périphérie sont zygomorphes (fleurs ligulées). 
Chez les astéracées tubuliflores (bleuet), toutes les fleurs sont actinomorphes.
Chez les astéracées liguliflores (pissenlit), toutes les fleurs sont zygomorphes ligulées.

## Formule florale
La formule florale est une description simplifiée de l'organisation des pièces florales d'une fleur.
Sont indiqués :
- le nombre et l'identité des pièces (S = sépale, P = pétale, E = étamine et C = carpelle),
- le nombre de cycles par verticille,
- la fusion ou non des pièces,
- le type de symétrie de la fleur,
- la position de l'ovaire (infère ou supère).

## Origine des pièces florales
Les pièces florales sont considérées comme des feuilles modifiées qui, pour les pièces florales fertiles, sont repliées sur elles-mêmes si on observe les organes reproducteurs (étamines et ovaires).
Récemment, un complexe de gènes à boite MADS a été identifié. C'est la combinaison de l'expression de ces différents gènes qui définit l'identité des différents verticilles floraux. Une mutation dans l'un des gènes de ce complexe entraine un phénotype homéotique, c'est-à-dire le remplacement d'un verticille par un autre. On parle ici d'une homéose florale (Cf. article William Bateson).